# The Sun
The Sun is een Brits boulevardblad en behoort tot de bestverkopende Engelstalige kranten ter wereld, met een dagelijkse oplage van ca. 1.860.000 (2015).
De krant werd gelanceerd op 15 september 1964 als tabloid, een benaming die in principe verwijst naar het papierformaat waarop de krant wordt afgedrukt, maar die in Groot-Brittannië al snel een synoniem werd voor de schandaalpers. (Reden waarom kwaliteitskranten die nu ook op dit formaat verschijnen de term 'compact' verkiezen). Het blad, dat destijds een linkse signatuur had, werd slecht verkocht. In 1969 kwam de krant in handen van mediamagnaat Rupert Murdoch. Daarmee veranderde de politieke stellingname van links naar rechts en de inhoud veranderde totaal van karakter. De oplage steeg spectaculair, wat niet in de laatste plaats te danken was aan de page-three girl.
Tijdens de Britse parlementsverkiezingen van 1992 stak The Sun niet onder stoelen of banken welke kandidaat ze absoluut niet steunde. Ze voerden een felle anti-Labour-campagne die enkele beroemd geworden koppen opleverde. Op de verkiezingsdag: "Als Neil Kinnock vandaag wint, wil de laatste persoon die Groot-Brittannië verlaat dan a.u.b. het licht uitdoen?". En daags na Kinnocks nederlaag: "The Sun heeft het gewonnen!" ("It's The Sun Wot Won It!"), suggererend dat Kinnocks tegenkandidaat John Major het zonder hun steun nooit zou hebben gered.
Vanaf 1996 steunde The Sun Tony Blair. Zijn opvolger Gordon Brown had echter minder steun bij de krant, hoewel de mening over immigratie en de Europese Unie niet bij werd gesteld. David Cameron werd gesteund in de verkiezingen van 2009.
De aandacht gaat in de krant, zoals bij de andere Britse schandaalbladen, echter voornamelijk uit naar de wereld van het amusement, het gluren in het privéleven van de 'sterren' en sport.